# Mintho ruiventris
Mintho ruiventris là một loài ruồi trong họ Tachinidae.